# Жорфан
Жорфа́н (фр. Georfans) — коммуна во Франции, находится в регионе Франш-Конте. Департамент — Верхняя Сона. Входит в состав кантона Виллерсексель. Округ коммуны — Люр.
Код INSEE коммуны — 70264.

## География
Коммуна расположена приблизительно в 350 км к юго-востоку от Парижа, в 50 км северо-восточнее Безансона, в 29 км к востоку от Везуля.

## Население
Население коммуны на 2010 год составляло 64 человека.
| 1962 | 1968 | 1975 | 1982 | 1990 | 1999 | 2010 |
| ---- | ---- | ---- | ---- | ---- | ---- | ---- |
| 69   | 63   | 54   | 72   | 72   | 62   | 64   |

## Экономика

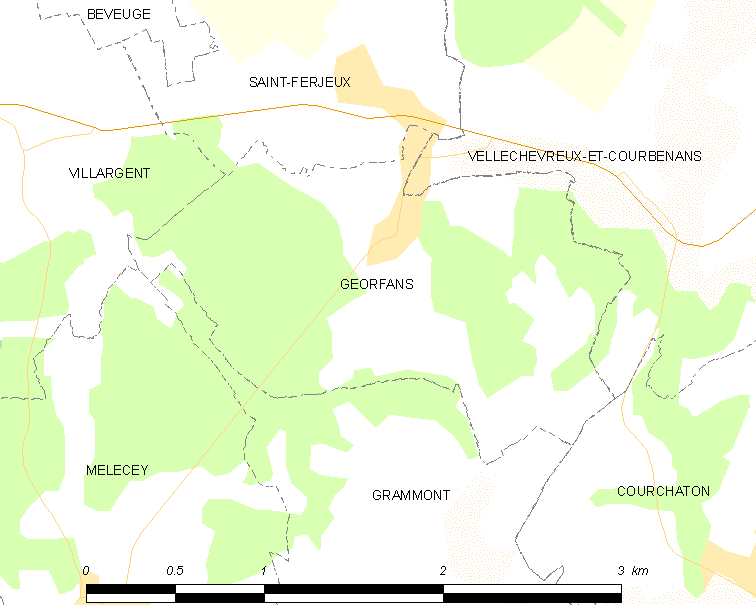
Карта коммуны

В 2010 году среди 40 человек трудоспособного возраста (15—64 лет) 23 были экономически активными, 17 — неактивными (показатель активности — 57,5 %, в 1999 году было 67,4 %). Из 23 активных жителей работали 19 человек (9 мужчин и 10 женщин), безработных было 4 (3 мужчины и 1 женщина). Среди 17 неактивных 3 человека были учениками или студентами, 10 — пенсионерами, 4 были неактивными по другим причинам.